# تی-۵۴/۵۵
تی-۵۴ یا تی ۵۵ نوعی تانک اصلی میدان نبرد ساخت شوروی است که نخستین پیش‌نمونهٔ آن در سال ۱۹۴۵ تولید شده و تولید انبوه آن از سال ۱۹۴۷ آغاز و به سرعت به مهم‌ترین تانک جنگی ارتش سرخ شوروی و کشورهای عضو پیمان ورشو و بسیاری از کشورهای دیگر دنیا تبدیل شد.
تی-۵۴ بیش از هر تانک دیگری در طول تاریخ تولید شده و برآورد می‌شود که در حدود ۸۶ تا ۱۰۰ هزار عراده از مدل‌های مختلف آن در کشورهای مختلف تولید شده باشد. این تانک از زمان آغاز تولید خود تاکنون شاهد بهینه‌سازی‌ها و اصلاحات متعددی بوده‌است. تی-۵۵ مهم‌ترین بهینه‌سازی تی-۵۴ به‌شمار می‌رود که در سال ۱۹۵۸ وارد ارتش شوروی شد؛ برخورداری از سیستم محافظتی در برابر حملات اتمی-میکروبی-شیمیایی، حذف تیربار قسمت راننده، نصب موتور قوی‌تر (۵۲۰ به ۵۸۰ اسب بخار) و افزایش ظرفیت مهمات توپ اصلی تانک (از ۳۴ گلوله به ۴۳ گلوله) مهم‌ترین تفاوت‌های آن بودند. این تانک علاوه بر شوروی در لهستان، چکسلواکی، چین (با عنوان تایپ ۵۹) هم تولید می‌شد.
تی-۵۴ به عنوان جایگزینی برای تانک تی-۳۴ طراحی شد که در جنگ جهانی دوم تانک اصلی ارتش سرخ بود. طراحی این تانک بر اساس تانک متوسط تی-۴۴ صورت گرفت که خود بر اساس تی-۳۴ طراحی شده بود. یکی از ویژگی‌های منحصربه‌فرد تانک‌های خانواده تی-۵۴/۵۵ فاصلهٔ بین چرخ اول و دوم تانک است. این تانک اولین تانک روس‌ها بود که می‌توانست به راحتی در زیر آب حرکت کند و از رودخانه‌هایی به عمق بیش از ۵ متر بگذرد. در دهه ۱۹۸۰ تانک‌های پیشرفته‌تر تی-۶۲، تی-۶۴، تی-۷۲ و تی-۸۰ جای آن را در خط مقدم و واحدهای موتوری ارتش سرخ گرفتند اما هنوز هم بسیاری از ارتش‌ها انواع بهینه‌سازی شده این تانک را در زرادخانه‌های خود به عنوان نیروی ذخیره نگاه داشته‌اند و برخی از کشورها حتی از آن‌ها به عنوان تانک اصلی در نیروهای فعال خود استفاده می‌کنند.
در مجموع بیش از ۵۰ کشور از این تانک در نیروهای مسلح خود بهره برده‌اند و در بسیاری از نبردهای پس از جنگ جهانی دوم از آن استفاده شده‌است. از یورش ارتش سرخ و کشورهای عضو پیمان ورشو در سال ۱۹۵۶ به مجارستان گرفته تا منازعات چندین‌باره اعراب و اسرائیل که تی-۵۴ در اغلب آن‌ها مهم‌ترین تانک ارتش‌های عربی بود. و از جنگ‌های فرسایشی چون جنگ ویتنام و جنگ ایران و عراق تا نبردهای داخلی خفیف‌تر چون جنگ داخلی ۲۰۱۱ لیبی این تانک چهره آشنایی در تصاویر درگیری‌های نظامی بوده‌است.

## تاریخچه
تی-۵۴ در اصل به عنوان جایگزینی برای تانک تی-۳۴ طراحی شد که در جنگ جهانی دوم تانک اصلی ارتش سرخ بود. طراحی این تانک بر اساس تانک متوسط تی-۴۴ صورت گرفت که خود بر اساس تی-۳۴ طراحی شده بود. یکی از ویژگی‌های منحصربه‌فرد تانک‌های خانواده تی-۵۴/۵۵ فاصلهٔ بین چرخ اول و دوم تانک است. این تانک اولین تانک روس‌ها بود که می‌توانست به راحتی در زیر آب حرکت کند و از رودخانه‌هایی به عمق بیش از ۵ متر بگذرد.
مدل‌های اولیه تی-۵۵ برخلاف تانک‌های امروزین به تیربار سنگین روی برجک که وظیفه اصلی آن دفاع ضدهوایی است، مجهز نبودند. در سال ۱۹۷۰ با ورود هلیکوپترهای هجومی به میدان جنگ تیربارهای ۱۲٫۷ م‌م دوشکا به این تانک‌ها افزوده شد. از سال ۱۹۷۴ سامانه‌های مسافت‌یاب لیزری، دوربین‌های دید در شب و بی‌سیم‌های جدید برای این تانک طراحی و به آن افزوده شد. در سال ۱۹۶۵ شنی جدیدی برای این تانک ساخته شد که عمر مفید آن بین دو تا سه هزار کیلومتر یعنی دو برابر شنی‌های سابق بود. از دیگر بهینه‌سازی‌هایی که کارخانه‌های مختلف و ارتش‌های متعددی بر تانک‌های خانواده تی-۵۴ خود اعمال کرده‌اند؛ می‌توان به نصب موتورهای جدید، زره واکنشی انفجاری، توپ‌های جدید ۱۰۵، ۱۲۰ و ۱۲۵ میلی‌متری، سیستم‌های حفاظتی فعال، سیستم‌های کنترل آتش مجهز به مسافت‌یاب و دید گرمایی اشاره کرد. چنین پیشرفت‌هایی باعث شده تا برخی از ارتش‌های دارای بودجه پائین همچنان امکان استفاده از تانک‌های تی-۵۴ را حتی تا به امروز که نزدیک به هفتاد سال از طراحی آن می‌گذرد، داشته باشند.
در مجموع بیش از ۵۰ کشور از این تانک در نیروهای مسلح خود بهره برده‌اند و در بسیاری از جنگ‌های پس از جنگ جهانی دوم از آن استفاده شده‌است. ارتش سرخ و کشورهای عضو پیمان ورشو از آن در حمله سال ۱۹۵۶ به مجارستان و حمله پیمان ورشو به چکسلواکی بهره جستند. در جنگ‌های ۱۹۶۷ و ۱۹۷۳ اعراب و اسرائیل تی-۵۴ مهم‌ترین تانک ارتش‌های عربی بود. در جنگ‌های ویتنام، کامبوج، اوگاندا، جنگ ایران و عراق، حمله عراق به کویت، جنگ خلیج فارس، جنگ داخلی ۲۰۱۱ لیبی و بسیاری از درگیری‌های نظامی دیگر نیز از این تانک استفاده شده‌است. در دهه ۱۹۸۰ تانک‌های پیشرفته‌تر تی-۶۲، تی-۶۴، تی-۷۲ و تی-۸۰ جای آن را در خط مقدم و واحدهای موتوری ارتش سرخ گرفتند اما هنوز هم بسیاری از ارتش‌ها انواع بهینه‌سازی شده این تانک را در زرادخانه‌های خود به عنوان نیروی ذخیره نگاه داشته‌اند و برخی از کشورها حتی از آن‌ها به عنوان تانک اصلی در نیروهای فعال خود استفاده می‌کنند.

### بهینه‌سازی‌ها
این تانک از زمان آغاز تولید خود تاکنون شاهد بهینه‌سازی‌ها و اصلاحات متعددی بوده و کپی‌های مختلفی چه تحت لیسانس یا بدون لیسانس از آن تولید شده‌است. تی-۵۵ که مهم‌ترین بهینه‌سازی تی-۵۴ به‌شمار می‌رود و در سال‌های ۱۹۵۸ تا ۱۹۶۰ وارد ارتش شوروی شد؛ از یک سیستم محافظتی ساده در برابر حملات اتمی-میکروبی-شیمیایی برخوردار است، طراحی برجک آن تغییر کرده و تیربار متوسط روی بدنه تانک برای حمل مهمات بیشتر حذف شده‌است و از بقیه جهات دقیقاً مشابه تی-۵۴ است.
تایپ ۵۹ مدل تولید چین تی-۵۴ است که در طول دوران تولید خود که تا دهه ۱۹۸۰ به طول انجامید شاهد بهینه‌سازی‌های متعددی بر اساس تکنولوژی تانک‌های پیشرفته‌تر شوروی و تانک‌های غربی بوده‌است و هنوز نیز بسیاری از آن‌ها با اصلاحات فراوان در ارتش آزادیبخش خلق فعال هستند.
سفیر-۷۴ که با نام تی-۷۲زد نیز شناخته می‌شود از بهینه‌سازی‌های این تانک در ایران است که بر روی تانک‌های تایپ-۵۹ تولید چین و تی-۵۵آ تولید شوروی که در زمان جنگ ایران و عراق خریداری شدند، صورت گرفته‌است. تانک سفیر از سال ۱۳۷۴ وارد نیروهای مسلح ایران شد و در سال ۲۰۱۰ حدود ۵۴۰ دستگاه از آن در خدمت نظامی فعال قرار داشته‌اند.
رامسس ۲ که در ارتش مصر فعال است، الضرار در نیروی زمینی پاکستان و تی‌آر-۸۵ در ارتش رومانی از دیگر بهینه‌سازی‌های بسیار سنگین بر روی این تانک هستند.

## ویژگی‌ها

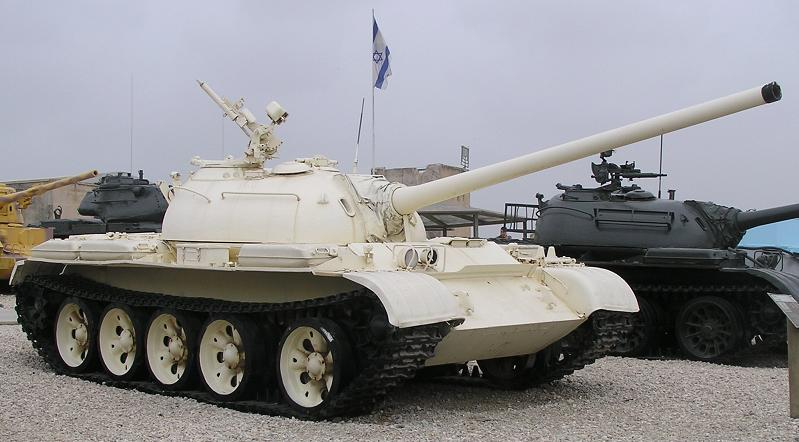
تی-۵۴، موزه‌ای در اسرائیل

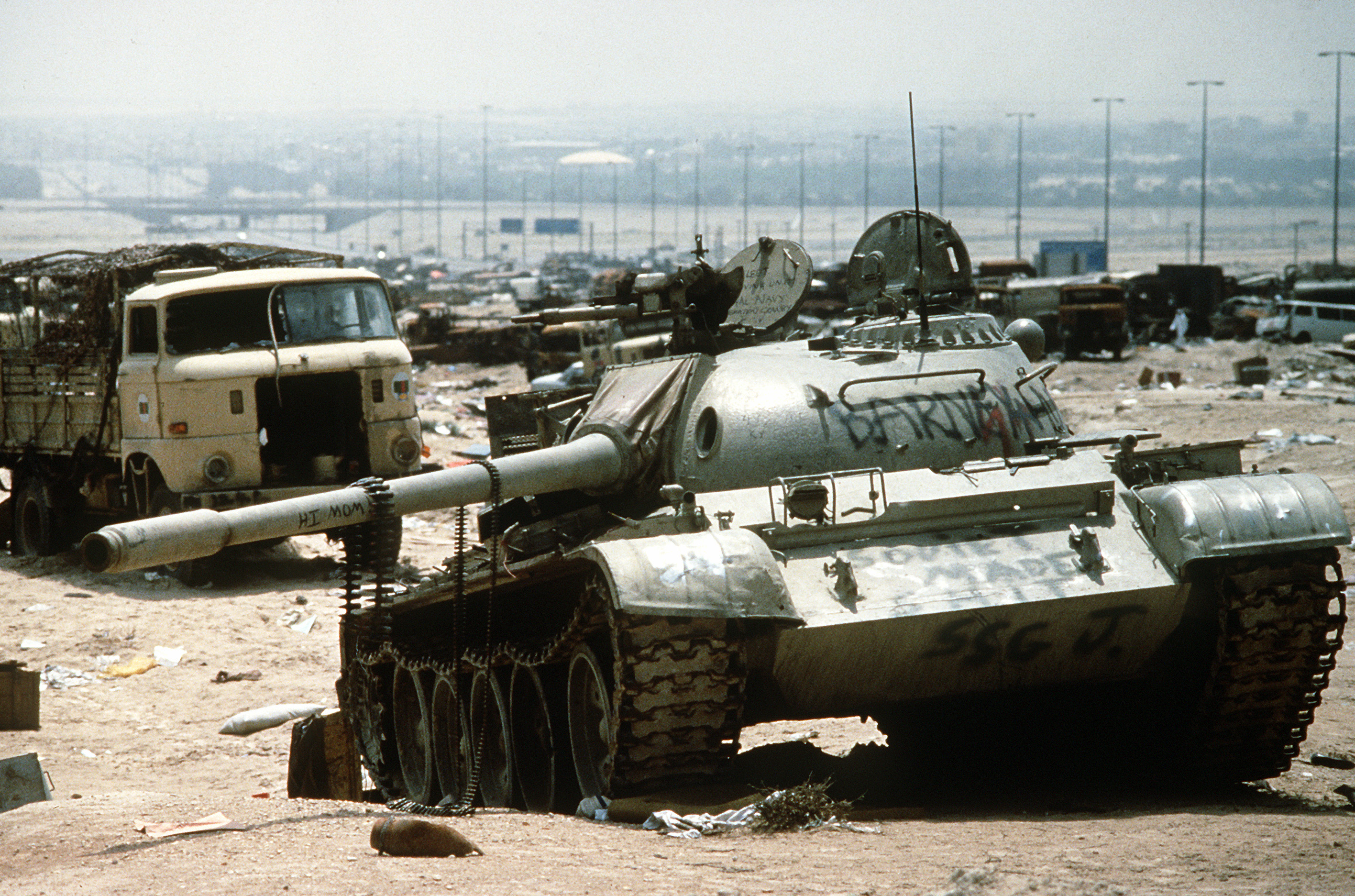
یک تی-۵۵ عراقی منهدم‌شده در بزرگراه کویت-بصره، ۱۹۹۱

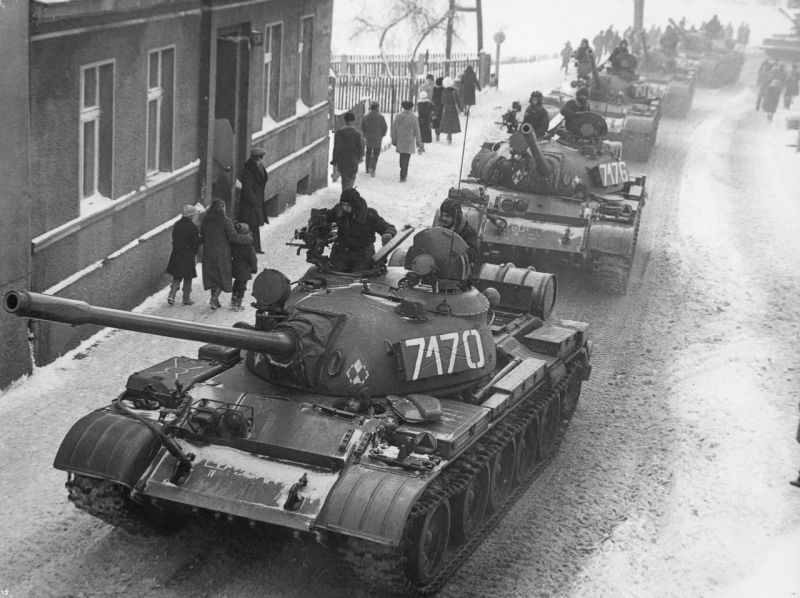
تانک‌های تی-۵۵آ نیروهای پیمان ورشو حکومت نظامی را در چکسلواکی پس از سرکوبی دوران موسوم به بهار پراگ برقرار می‌کنند.

سرعت مناسب، چابکی بسیار، سادگی، استحکام و ارزانی از مهم‌ترین مزایای این تانک است. کار با این تانک در مقایسه با تانک‌های غربی بسیار ساده‌تر است و به آموزش و تمرین بسیار کمتری نیاز دارد. اندازهٔ نسبتاً کوچک تانک باعث می‌شود تا هدف کوچکی برای دشمن باشد. موتور آن در هوای سرد به خوبی روشن می‌شود. وزن نسبتاً کم آن هم که در مدل اصلی ۳۶ تن است و در تی-۵۵ تا ۳۸ تن افزایش یافته باعث شده تا قدرت تحرک خوبی پیدا کند، حمل‌ونقل آن با قطار و تریلی‌های بزرگ ساده‌تر شود و گذشتن از پل‌ها برای آن راحت‌تر باشد. شنی‌های عریض آن نیز باعث می‌شود که فشار کمتری بر زمین وارد کرده و در خاک‌های نرم و شنی راحت‌تر حرکت کند. هزینه تولید آن نیز در مقایسه با تانک‌های مدرن غربی بسیار کمتر است و حتی در مقایسه با تانک‌های دیگر شرقی، که عموماً از همتایان غربی خود ارزان‌ترند، نیز ارزان‌قیمت محسوب می‌شود. برای مثال قیمت تی-۶۲ در زمان آغاز تولید خود بیش از دو برابر تانک تی-۵۴ بود و بیشتر ارتش‌های اروپای شرقی که معتقد بودند تفاوت ارزش جنگی این دو تانک چنین اختلاف قیمتی را توجیه نمی‌کند، از خرید آن خودداری کردند. همین قیمت پایین باعث شده‌است که تعداد تی-۵۴های تولید شده بسیار بیشتر از تانک‌های دیگر باشد و تولید آن حتی پس از توقف تولید تی-۶۲ در سال ۱۹۷۵ نیز ادامه پیدا کند (تا ۱۹۸۱ در شوروی و تا ۱۹۸۳ در چکسلواکی).
در نقطه مقابل این تانک معایبی نیز دارد. اندازهٔ کوچک آن که باعث شده هدف‌گیری آن برای دشمن سخت‌تر شده و وزن آن کاهش قابل ملاحظه‌ای پیدا کند به قیمت کوچک شدن فضای داخلی و قربانی کردن آسایش و کیفیت کار سرنشینان به دست آمده‌است. فضای محدود و بسته داخل تانک تحرک سرنشینان تانک را بسیار دشوار کرده و باعث کند شدن فعالیت آن‌ها و افزایش فشار جسمی بر آن‌ها می‌شود. البته این مشکل از مشکلات تمامی تانک‌های ساخت شوروی قبل از ساخت تی-۷۲ بود که در ارتش سرخ با قرار دادن سقف قد برای استخدام خدمه تانک حل شده‌است و تنها افراد کوتاه قد به عنوان خدمه تانک برگزیده می‌شوند.
برجک کوتاه تانک نیز که آن هم برای سخت‌تر کردن هدف‌گیری دشمن طراحی شده باعث می‌شود تا حرکت سلاح اصلی تانک به پائین محدوده شده و بیش از ۵ درجه نباشد، در حالی که در تانک‌های غربی سلاح اصلی تانک به‌طور میانگین ۱۰ درجه به پائین حرکت می‌کند، این وضعیت قدرت آتش تانک در زمان حرکت در سرازیری را کاهش می‌دهد که به خضوض در وضعیت‌های دفاعی اهمیت دارد. شلیک دقیق در هنگام حرکت ممکن نیست هرچند در برخی از مدل‌های بهینه‌سازی شده این مشکل تا حدی حل شده‌است.
زره تانک نیز هرچند در زمان آغاز تولید آن بسیار نیرومند بود و می‌توانست ضربات اکثر تانک‌های دوران خود و سلاح‌های ضدتانک مرسوم آن دوران مثل بازوکا و آرپی‌جی-۲ را دفع کند اما ضعف‌های آن پس از گذشت ۲۰ سال از آغاز تولید مشخص شد. تی-۵۴ بر اساس مختصات جنگ‌های سنتی طراحی شده و به همین جهت زره قسمت‌های کناری و پشتی آن دو تا سه برابر از قسمت جلو ضعیف‌تر بود. در جریان جنگ ویتنام مشخص شده که زره قسمت کناری تی-۵۴ در مقابل راکت‌های ام۷۲ لا، موشک تاو و توپ ۷۶ م‌م تانک سبک ام۴۱ واکر بولداگ کاملاً آسیب‌پذیر است. همچنین جعبه مهمات داخل تانک نیز مثل اکثر تانک‌های آن دوران بدون سپر محافظ طراحی شده و به همین جهت در صورت شلیک دشمن به این قسمت از تانک امکان انفجار کامل تانک وجود دارد. البته این تانک قابلیت زیادی برای بهینه‌سازی داشته و با این وجود برخی کشورها با نهایت بروزرسانی آنرا به تانکهای امروزی نزدیک کردند تا با بودجهٔ کمتر از خرید تانک بتوانند از این نوع تانک بهره ببرند.

### زره

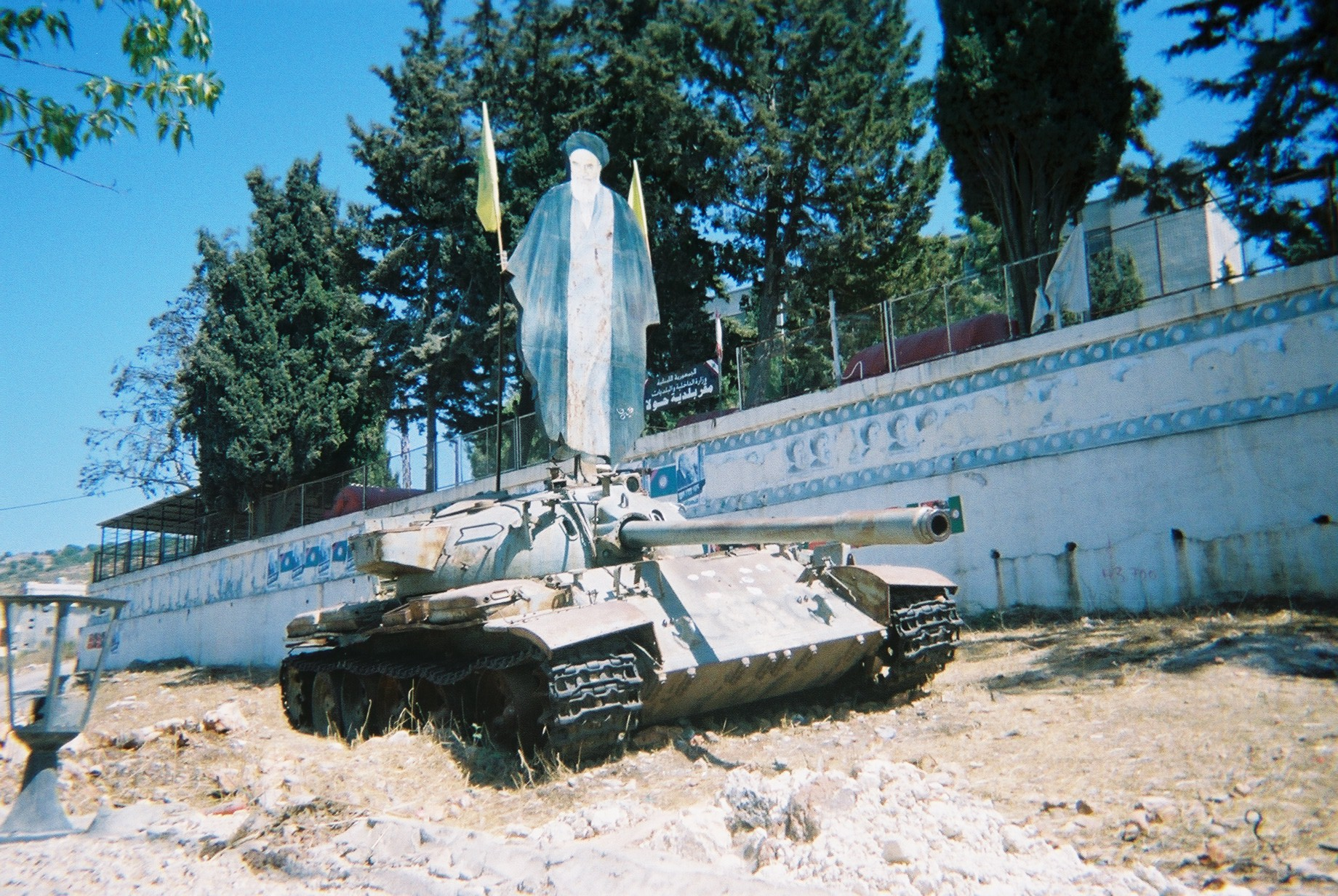
تیران-4 (مدل اسرائیلی تی-۵۴) در جنوب لبنان)

ضخامت زره تی-۵۴ و تی-۵۵ در بخش‌های مختلف به این شرح است:
- بخش فوقانی قسمت جلو بدنه: ۹۷ م‌م فولاد ورقه‌ای
- بخش تحتانی قسمت جلو بدنه: ۹۹ م‌م
- بخش فوقانی قسمت‌های کناری بدنه: ۷۹ م‌م
- بخش تحتانی قسمت‌های کناری بدنه: ۲۰ م‌م

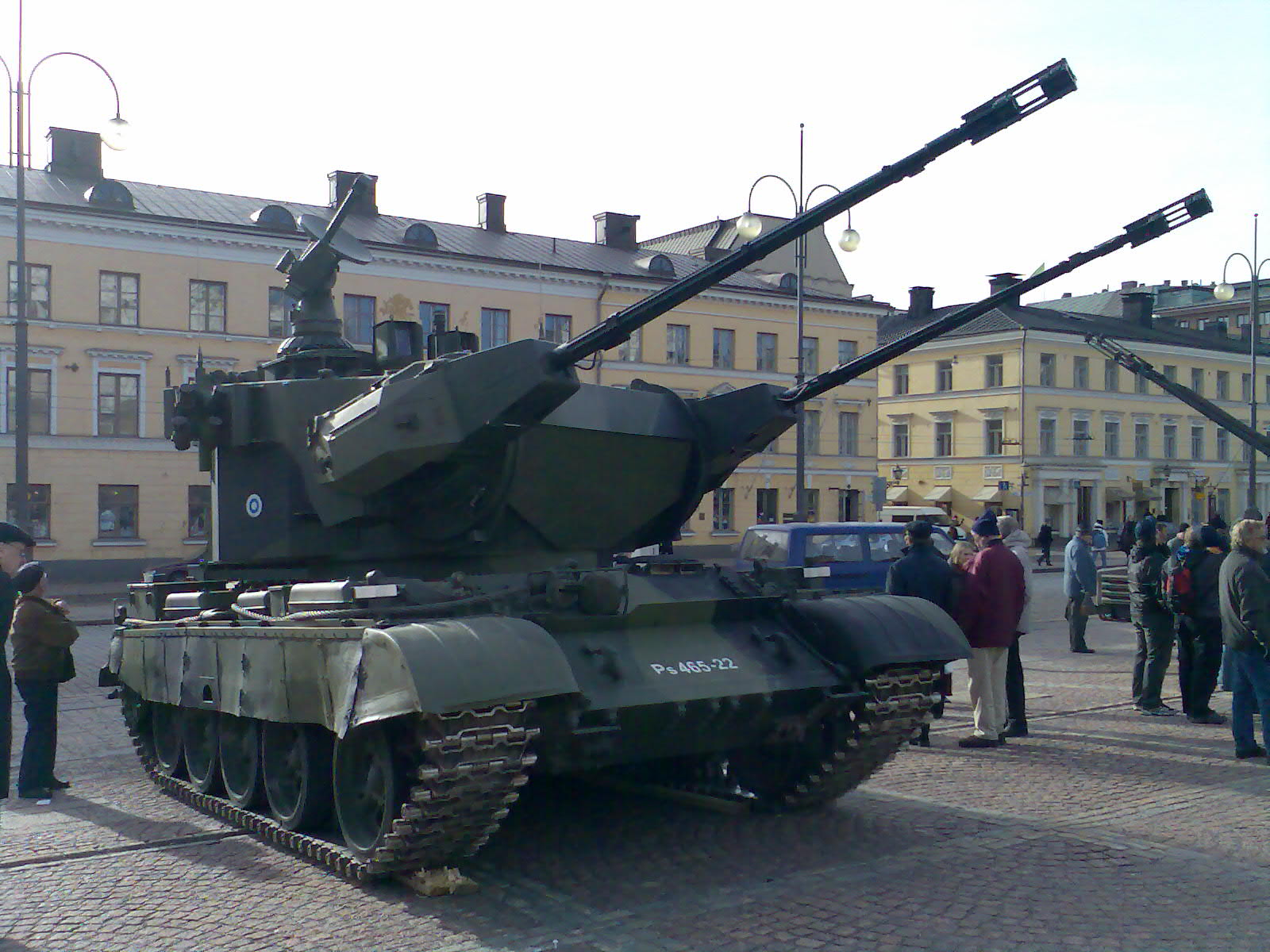
مدل ضدهوایی تی-۵۵ با نصب توپ دولول ۳۵ م‌م و سیستم‌های راداری

- عقب بدنه: ۴۶ م‌م
- کف بدنه: ۲۰ م‌م
- سقف بدنه: ۳۳ م‌م
- جلو برجک: ۲۰۳ م‌م
- بخش‌های کناری برجک: ۱۵۰ م‌م
- عقب برجک: ۶۴ م‌م
- سقف برجک: ۳۹ م‌م

## مقایسه با تانک‌های هم‌دوره
|                    | ام۶۰ آ۳ پاتون              | لئوپارد ۱                  | آام‌ایکس-۳۰                 | تی-۵۵                      | تی-۶۲                      | چیفتن                      |
| ------------------ | -------------------------- | -------------------------- | -------------------------- | -------------------------- | -------------------------- | -------------------------- |
| وزن                | ۵۵٫۶ تن                    | ۴۲٫۲ تن                    | ۳۶ تن                      | ۳۶ تن                      | ۴۰ تن                      | ۵۶ تن                      |
| توپ                | توپ خان‌دار ۱۰۵ م‌م/۵۳ ال۷   | توپ خان‌دار ۱۰۵ م‌م/۵۳ ال۷   | توپ خان‌دار ۱۰۵ م‌م/۵۶ اف۱   | توپ خان‌دار ۱۰۰ م‌م/۵۲ دی۲۰  | توپ بدون خان ۱۱۵ م‌م        | توپ خان‌دار ۱۲۰ م‌م/۵۵       |
| ظرفیت حمل مهمات    | ۶۳ گلوله                   | ۵۵ گلوله                   | ۵۰ گلوله                   | ۴۳ گلوله                   | ۴۰ گلوله                   | ۶۲ گلوله                   |
| برد عملیاتی        | ۴۸۰ کیلومتر                | ۶۰۰ کیلومتر                | ۶۰۰ کیلومتر                | ۵۰۰ کیلومتر                | ۴۵۰ کیلومتر                | ۵۰۰ کیلومتر                |
| قدرت موتور         | ۷۵۰ اسب بخار (۵۶۰ کیلووات) | ۸۳۰ اسب بخار (۶۲۰ کیلووات) | ۶۸۰ اسب بخار (۵۱۰ کیلووات) | ۵۸۰ اسب بخار (۴۳۰ کیلووات) | ۵۸۰ اسب بخار (۴۳۰ کیلووات) | ۷۵۰ اسب بخار (۵۶۰ کیلووات) |
| حداکثر سرعت (جاده) | ۵۰ کیلومتر بر ساعت         | ۶۲ کیلومتر بر ساعت         | ۶۵ کیلومتر بر ساعت         | ۵۰ کیلومتر بر ساعت         | ۵۰ کیلومتر بر ساعت         | ۵۰ کیلومتر بر ساعت         |
| زره (جلوی برجک)    | ۲۵۴ م‌م                     | ۶۰ م‌م مدور                 | ۸۱ م‌م                      | ۲۰۳ م‌م                     | ۲۴۲ م‌م                     | ۱۹۵ م‌م با زاویه ۶۲ درجه    |
| زره (جلوی بدنه)    | ۲۶۷ م‌م (در خط دید)         | ۷۰ م‌م در زاویه ۶۰          | ۷۹ م‌م (در خط دید)          | ۹۷ م‌م در زاویه ۵۸ درجه     | ۱۰۲ م‌م در زاویه ۶۰         | ۱۷۲ م‌م در زاویه ۷۲ درجه    |